# Campylorhynchus yucatanicus
La Matraca yucateca (Campylorhynchus yucatanicus) es una especie de ave de la familia Troglodytidae y de género Campylorhynchus. Es endémica de la península de Yucatán.
Se encuentra distribuida desde las costas de Río Lagartos hasta las costas de Celestún, sobre el litoral del Estado de Yucatán. Los últimos registros indican que se localiza solamente en algunos lugares del oriente del municipio de Dzilam de Bravo, en el tramo comprendido entre el municipio de Telchac Puerto y el municipio de Progreso denominado San Benito, así como en los alrededores de los puertos de Sisal y Celestún.